# Alain Budet
Pour les articles homonymes, voir Budet.
Alain Budet, né le 7 octobre 1952 à Pleguien située dans le département des Côtes-d'Armor en région Bretagne, est un coureur cycliste professionnel français.

## Biographie
Pourvu d'un bonne stature de 1,82 m et de 68 kg en 1978, Alain Budet, inscrit à l'U.C. Briochine, remporta une quinzaine de succès chez les amateurs, dont deux étapes et le classement des grimpeurs du Tour de la Guadeloupe 1976,et l'Essor breton en 1977 (second en 1976). Il a accompli les tours de l'Avenir 1976 (13e) et 1977 (27e).
Il fut professionnel en 1978 et 1979 dans les équipes dirigées par Raphaël Géminiani, avec lesquelles il disputera le Tour de France,.

## Palmarès
- 1976
  - 2e du Tour de Guadeloupe
  - 2e de l'Essor breton
- 1977
  - Essor breton

## Résultats sur les grands tours

### Tour de France
1 participation 
- 1978 : 71e